# Білостоцькі (герб)
Білостоцькі (пол. Biłostocki) - шляхетський герб, відомий своїм єдиним зображенням на печатці.

## Опис герба
Опис з використанням принципів блазонування? запропонованих Альфредом Знамеровським: 
У полі кільце, на якому три латинські хрести - один зверху, два в пояс праворуч та ліворуч.

## Найдавніші згадки
Печатка Левка Дашковича Білостоцького від 1527 р..

## Геральдичний рід
Цей герб, як власний герб, належав лише одній родині: Білостоцьким (Biłostocki).